# John Olden
John Frederick Olden, auch John F. Olden, geboren als Friedrich Arzt (* 3. Oktober 1918 in Wien; † 12. September 1965 in Bullenhausen) war ein österreichisch-britischer Fernsehregisseur, Filmproduzent und Drehbuchautor, dessen Inszenierungen deutsche Fernsehgeschichte machten.

## Leben

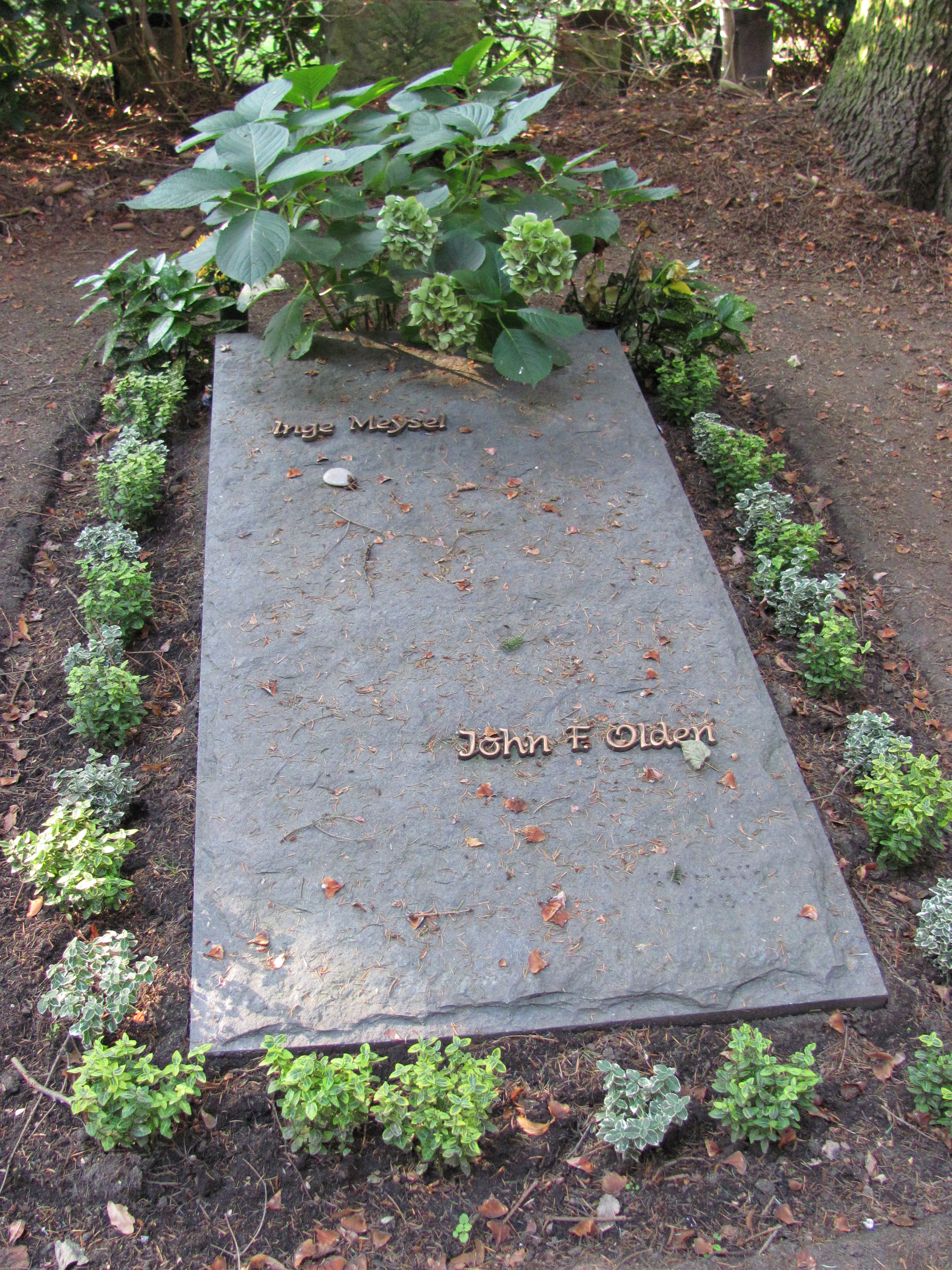
Grab von John Olden und Inge Meysel auf dem Friedhof Ohlsdorf

John Olden erhielt Schauspielunterricht und bekam anschließend ein Engagement am Volkstheater in Wien. Er betätigte sich zudem als Kabarettist. Er emigrierte 1939 nach London und nahm als britischer Soldat am Zweiten Weltkrieg teil. Anschließend kam er 1945 als britischer Theateroffizier nach Deutschland, wo er sich am Wiederaufbau der zerstörten Hamburger Bühnen beteiligte. Im Jahr 1949 erhielt er eine Lizenz für die Produktion von Spielfilmen und gründete „Sphinx-Film GmbH“, die jedoch 1949/50 nur zwei Filme (Meine Nichte Susanne und Cuba-Cocktail) produzierte. Danach betätigte er sich zunächst als Funkregisseur und Produzent für Fernsehsendungen beispielsweise Maxim auf Reisen oder 1:0 für … Düsseldorf mit Peter Frankenfeld.
Von 1953 bis 1965 inszenierte er für den NDR über 40 Fernsehspiele, insbesondere Komödien und Lustspiele. John Olden heiratete 1956 die Schauspielerin Inge Meysel. Seit 1960 hatte er den Posten des Oberspielleiters im Fernsehhaus des Norddeutschen Rundfunks in Hamburg inne.
Er starb 1965 während der Dreharbeiten von Die Gentlemen bitten zur Kasse an einem Herzanfall. Er ruht auf dem Friedhof Ohlsdorf in Hamburg neben seiner Frau.
1966 wurde er postum für Die Gentlemen bitten zur Kasse mit der Golden Kamera ausgezeichnet, den Preis nahm seine Frau im Verlagshaus Axel Springer in Berlin entgegen.

## Filmografie (Auswahl)
- 1950: Meine Nichte Susanne
- 1954: Das Ministerium ist beleidigt
- 1954: Im sechsten Stock; Neues aus dem sechsten Stock; Ende des sechsten Stocks (dreiteilige Komödie)
- 1955: Die Heiratsvermittlerin
- 1955: Bezauberndes Fräulein
- 1955: Wie konnte mir das passieren
- 1955: Treffpunkt Kiel
- 1955: Der verkaufte Großvater
- 1956: Keiner stirbt leicht
- 1956: Der Färber und sein Zwillingsbruder
- 1957: Der Verschwender
- 1957: Tolle Nacht
- 1957: Der Herzspezialist
- 1958: Unser Herr Vater
- 1958: Liebelei
- 1958: Juchten und Lavendel
- 1958: Die Beklagte
- 1958: Blick zurück im Zorn (Produzent)
- 1959: Die Ratten
- 1959: Der Andere (sechsteilige Fernsehserie, Produzent)
- 1959: Melodie und Rhythmus
- 1960: Die Zeit und die Conways
- 1960: Waldhausstraße 20 (auch Produzent)
- 1960: Einer von sieben
- 1960: Madame Sans-Gêne
- 1960: Der Schwierige
- 1960: Schau heimwärts, Engel
- 1961: Frau Irene Besser
- 1961: Ruf zur Leidenschaft
- 1961: Gestatten, mein Name ist Cox (Fernsehserie, 13 Folgen)
- 1961: Im 6. Stock
- 1962: Ein Buch mit Kapiteln
- 1962: Golden Boy
- 1962: Der Biberpelz (auch Drehbuch)
- 1962: Der rote Hahn (auch Drehbuch)
- 1962: Die glücklichen Jahre der Thorwalds
- 1963: Leutnant Gustl
- 1963–1964: Hafenpolizei (Fernsehserie, 26 Folgen)
- 1964: Der Prozeß Carl von O.
- 1964: Hofloge
- 1964: In einem Garten in Aviamo
- 1965: An der schönen blauen Donau
- 1966: Die Gentlemen bitten zur Kasse